# Male Sesvete
Male Sesvete falu Horvátországban Kapronca-Kőrös megyében. Közigazgatásilag Kőröshöz tartozik.

## Fekvése
Köröstől 10 km-re északkeletre fekszik.

## Története
1900-ban 116, 1910-ben 119 lakosa volt. Trianonig Belovár-Kőrös vármegye Körösi járásához tartozott. 2001-ben 51 lakosa volt.

## Külső hivatkozások
Körös város hivatalos oldala